# 93人のマニフェスト
93人のマニフェスト（93にんのマニフェスト、独: Manifest der 93)は、第一次世界大戦中の1914年10月4日にドイツの知識人93人が発表した声明(マニフェスト)。元題はAn die Kulturwelt! Ein Aufrufで「文明世界への訴え」「文化的世界への懇願」と訳される。声明はベルリン・ゲーテ連盟(Goethebund)会長の劇作家ルートヴィッヒ・フルダ(Ludwig Fulda)と、劇作家ヘルマン・ズーダーマンが書いた。
一ヶ月前の9月17日にはロンドンでG・K・チェスタトン、コナン・ドイル、ゴールズワージー、H.G.ウェルズなどイギリスの代表的作家53人が連名で『イギリスの戦争の擁護』を発表していた。
93人のマニフェストに続いて10月16日にはドイツ帝国大学声明が出された。

## 声明の内容
戦中の敵対国を攻撃しながら、ドイツの立場を正当化しようとしたものである。イギリス、フランスは欺瞞的で、ロシアとセルビアは不正国家であり、イギリスを筆頭にドイツに対する嘘を宣伝していると戦争プロパガンダを批判し、戦争勃発にはドイツに責任があるというのは嘘でドイツは戦争回避に努力してきたとする。また、ベルギー占領に対してイギリスは「レイプ・オブ・ベルギー」と宣伝しているが、事実はベルギー側が先にドイツ兵士を射殺したのであり、嘘であるとした。また、ドイツ軍国主義なしにはドイツ文明はとっくに絶滅していただろうと書かれた。

## 署名者
1. アドルフ・フォン・バイヤー(ノーベル化学賞受賞者）[4]
2. ペーター・ベーレンス(建築家、デザイナー)
3. エミール・アドルフ・フォン・ベーリング(ノーベル生理学・医学賞受賞)
4. Wilhelm von Bode,美術史家
5. Aloïs Brandl,文献学
6. ルヨ・ブレンターノ(経済学者)
7. Justus Brinckmann,美術史家
8. Johannes Conrad,政治経済学
9. フランツ・デフレガー,芸術家
10. リヒャルト・デーメル,詩人
11. Gustav Adolf Deissmann,神学
12. Wilhelm Dörpfeld, 建築家、考古学者
13. Friedrich von Duhn, 考古学者
14. パウル・エールリヒ(生化学者、ノーベル生理･医学賞受賞）
15. Albert Ehrhard,神父
16. Karl Engler, 化学者
17. Gerhart Esser, 神学者
18. ルドルフ・オイケン(哲学者、ノーベル文学賞受賞者)
19. ヘルベルト・オイレンベルク, 小説家、劇作家、エッセイスト、詩人
20. Henrich Finke, 教会史
21. エミール・フィッシャー(化学者、ノーベル賞受賞者)
22. ヴィルヘルム・フェルスター, 天文学
23. Ludwig Fulda, 劇作家
24. エドゥアルト・フォン・ゲープハルト 画家
25. ヤン・ヤーコプ・マリア・デ・ホロート, オランダの中国学者、宗教史学者。
26. フリッツ・ハーバー(ノーベル化学賞受賞、毒ガスを開発したため化学兵器の父とよばれた)
27. エルンスト・ヘッケル,生物学者
28. Max Halbe,劇作家
29. アドルフ・フォン・ハルナック(神学、カイザーウィルヘルム協会会長)[1]
30. Carl Hauptmann, 劇作家
31. ゲアハルト・ハウプトマン(ノーベル賞受賞作家)
32. Gustav Hellmann, 気象学
33. ヴィルヘルム・ヘルマン,改革派神学
34. アンドレアス・ホイスラー,スイスの中世学者
35. Adolf von Hildebrand, 彫刻家
36. Ludwig Hoffmann, 建築
37. エンゲルベルト・フンパーディンク、作曲家
38. レオポルト・フォン・カルクロイト, 画家
39. Arthur Kampf, 画家
40. フリードリヒ・アウグスト・フォン・カウルバッハ, 画家
41. Theodor Kipp, 法律家
42. フェリックス・クライン, 数学者
43. マックス・クリンガー, 画家、版画家、彫刻家
44. Aloïs Knoepfler, 美術史
45. Anton Koch, 神学
46. Paul Laband, 法律家
47. Karl Lamprecht, 歴史家
48. フィリップ・レーナルト, ノーベル物理学賞受賞
49. Maximilian Lenz, 画家
50. マックス・リーバーマン（ユダヤ系ドイツ人画家）
51. フランツ・フォン・リスト, 刑法学者
52. Ludwig Manzel, 彫刻家
53. Joseph Mausbach, 神学
54. Georg von Mayr, 統計学
55. Sebastian Merkle, 神学
56. エドゥアルト・マイヤー,歴史学者
57. Heinrich Morf, 言語学
58. フリードリヒ・ナウマン, リベラル派政治家
59. Albert Neisser, 物理学
60. ヴァルター・ネルンスト, ノーベル化学賞化学者
61. ヴィルヘルム・オストヴァルト,ノーベル化学賞受賞
62. Bruno Paul,建築
63. マックス・プランク, ノーベル物理学賞受賞
64. Albert Plohn, 内科学
65. Georg Reicke,政治家
66. マックス・ラインハルト,ユダヤ系オーストリア人演出家
67. Alois Riehl, 哲学
68. Carl Robert, 文献学
69. ヴィルヘルム・コンラート・レントゲン(第1回ノーベル物理学賞受賞)
70. マックス・ルブナー, 生理学
71. Fritz Schaper, 彫刻
72. Adolf Schlatter, 神学
73. August Schmidlin, 神学
74. グスタフ・シュモラー(経済学者)
75. Reinhold Seeberg, 神学
76. Martin Spahn,歴史
77. フランツ・フォン・シュトゥック, 画家・版画家・彫刻家・建築家。
78. ヘルマン・ズーダーマン, 劇作家、小説家
79. ハンス・トーマ, 画家
80. ヴィルヘルム・トリュブナー, 画家
81. Karl Vollmöller, 劇作家
82. Richard Voss, 劇作家、小説家
83. Karl Vossler,言語学
84. ジークフリート・ワーグナー, 作曲家
85. ハインリヒ・ヴィルヘルム・ゴットフリート・フォン・ヴァルダイエル＝ハルツ, 解剖学
86. アウグスト・フォン・ワッセルマン, 免疫学者
87. フェリックス・ワインガルトナー, 作曲家
88. Theodor Wiegand, 考古学者
89. ヴィルヘルム・ヴィーン,ノーベル物理学賞受賞
90. ウルリヒ・フォン・ヴィラモーヴィッツ＝メレンドルフ(古典文献学)
91. リヒャルト・ヴィルシュテッター,ノーベル化学賞受賞
92. ヴィルヘルム・ヴィンデルバント(哲学者)
93. ヴィルヘルム・ヴント(心理学者)